# Бартенхајм
Бартенхајм (фр. Bartenheim) насеље је и општина у источној Француској у региону Алзас, у департману Горња Рајна која припада префектури Милуз.
По подацима из 2011. године у општини је живело 3.746 становника, а густина насељености је износила 291,29 становника/km². Општина се простире на површини од 12,86 km². Налази се на средњој надморској висини од 260 метара (максималној 311 m, а минималној 237 m).

## Демографија
| 1962. | 1968. | 1975. | 1982. | 1990. | 1999. | 2011. |
| ----- | ----- | ----- | ----- | ----- | ----- | ----- |
| 1.936 | 2.014 | 2.413 | 2.452 | 2.483 | 2.913 | 3.746 |

График промене броја становника у току последњих година